# 제시카 알바
제시카 마리 알바(영어: Jessica Marie Alba, 1981년 4월 28일 ~ )는 미국의 배우, 모델이자 사업가이다. 1994년 13살이 되던 해 영화 《비밀 캠프》를 통해 데뷔하였다. 이후 2000년부터 2002년까지 방영된 텔레비전 드라마 시리즈 《다크 엔젤》을 통해 인지도를 높인다. 영화 《허니》(2003년), 《씬 시티》(2005년), 《블루 스톰》(2005년), 《굿 럭 척》(2007년) 등의 흥행 작품에 출연하였다.
알바는 미국 성인 잡지 《맥심》에서 선정한 "가장 핫한 스타 100인"에서 2003년과 2007년에 1위를 차지하였고, 2007년 FHM이 뽑은 가장 섹시한 여성으로 선정되었다. 하지만 그 해 3월에는 《플레이보이》측에서 그녀의 사진을 무단으로 표지 사진으로 실어 법정 싸움까지 번지기도 하였다. 또한 알바는 연기로 수상을 한 적이 몇 번 있는데, 《다크 엔젤》을 통해 틴 초이스 어워드와 새턴 어워드에서 최우수 여배우상을 수상하였다.

## 어린 시절
알바는 캘리포니아주 포모나 출신으로, 아버지 "마크 알바"는 멕시코계 미국인, 어머니 "캐서린 알바"(결혼 전 성씨는 옌센(Jensen))는 덴마크계 미국인 및 프랑스계 캐나다인 혈통이다. 그녀에게는 1살 연하의 남동생 "조슈아 알바"가 있는데, 조슈아도 배우로 활동하고 있다. 그녀의 아버지는 직업 군인(공군)이였기 때문에, 미시시피주 빌록시, 텍사스주 델 리오 등 여러 도시를 거친 뒤, 알바가 9살 때 로스앤젤레스에 정착했다. 그녀는 모 인터뷰에서 자신의 가족에 대해 "매우 전통적인 보수적인 가정이고, 가톨릭, 라틴계 미국인 가족"이라고 소개하였고, 자신은 매우 진보적이였던 여성으로, 5살 때 "페미니스트"를 발견했다고 한다.
어릴적 그녀는 강박 장애와 폐렴, 맹장염, 편도염을 앓고 있었다. 그 때문에 자주 병원에 입원했었고, 그 이유로 친구를 사귈 수 있는 기회가 별로 없었다고 한다. 고등학교 졸업 이후 윌리엄 H. 머시, 펠리시티 허프만 부부가 가르치는 연극 학교에 6주간 다녔었다.

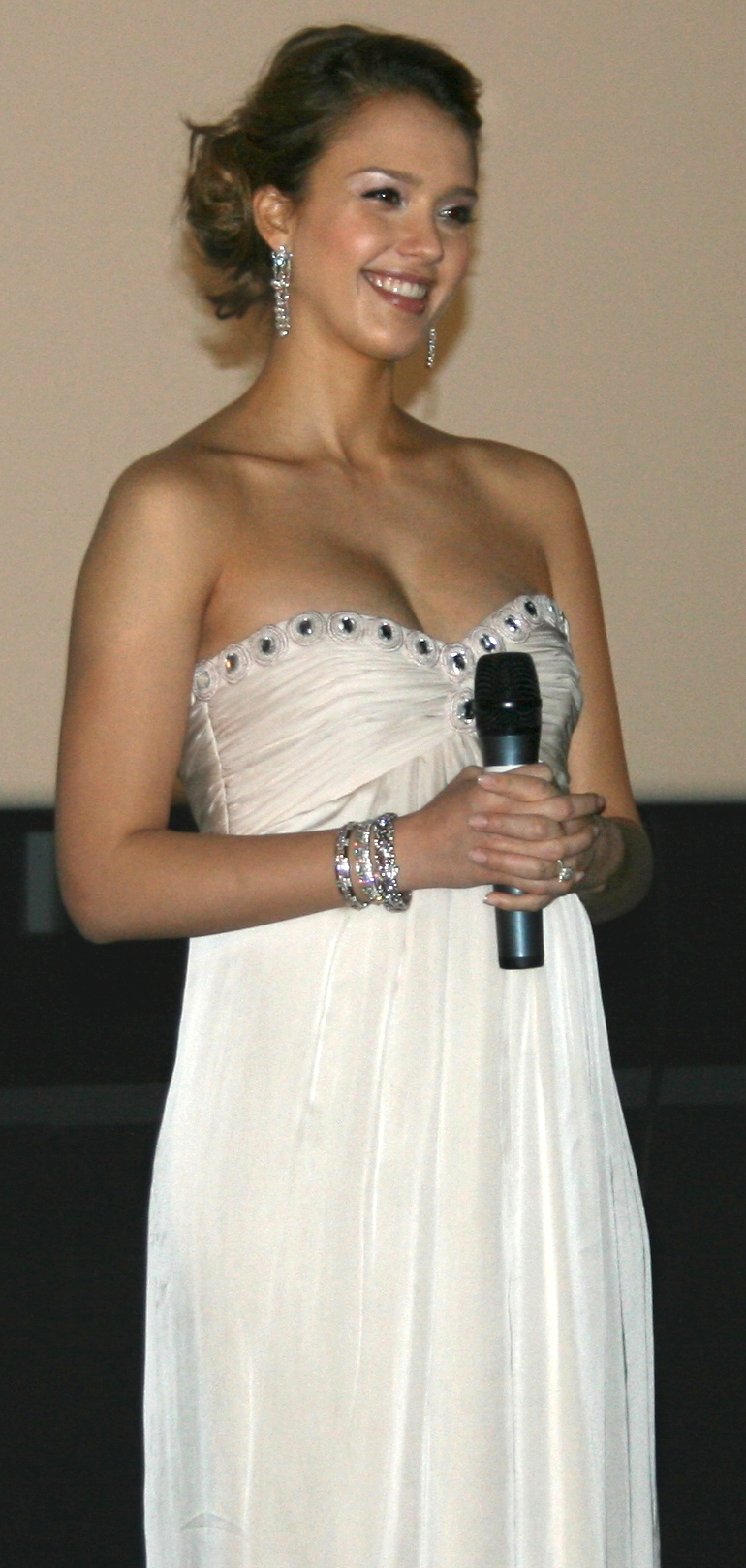
2008년 영화 《디아이》 파리 시사회에서 제시카 알바

## 활동 경력
알바는 5살 무렵부터 연기에 관심을 보였고, 11살 때에 연기 공부를 시작해 다음해 12살 때에 본 오디션에서 약 1500명 중에서 우승하였다. 이후 9달 뒤 에이전트와 계약을 맺어, 1994년 영화 《비밀 캠프》로 데뷔하였다. 이 작품에서 당초 조연으로써 출연할 예정이었지만, 원래 내정되어 있던 여배우가 하차를 하게 되면서, 그녀가 주연을 맡게 되었다.
알바는 어렸을 때 닌텐도와 JC 페니의 광고에 출연하였다. 1994년에 니켈로디언의 텔레비전 드라마 시리즈 《알렉스 맥의 비밀 세계》로 텔레비전에 처음 출연하게 된다. 다음 해 텔레비전 드라마 시리즈 《플리퍼》의 촬영을 위해 오스트레일리아에 머무르면서 스쿠버 다이빙 자격을 취득했다.
이후 텔레비전 드라마의 게스트로 출연하거나. 독립 영화에 출연하였고, 1999년 드류 배리모어 주연의 로맨틱 코미디 영화 《25살의 키스》와 호러 코미디 영화 《크레이지 핸드》에 연이어 출연하며 주목을 끈다.
2000년에 방송되어 제임스 카메론 감독이 제작, 총지휘를 맡은 텔레비전 드라마 시리즈 《다크 엔젤》에서 약 1200명 중에서 최종 캐스팅되며, 주인공 "맥스 역"에 발탁된다. 이 작품에는 2002년까지 출연해 골든 글로브상 여우주연상 (텔레비전 시리즈/드라마 부문)에 후보에 첫 지명되었다. 이후에는 영화를 중심으로 활동하여 2003년에 개봉한 영화 《허니》로 스크린 첫 주연을 맡는다.
2005년에 개봉한 스탠 리 원작의 SF액션 영화 《판타스틱 4》나 프랭크 밀러 원작의 《씬 시티》의 연이은 성공으로, 영화 배우로써의 경력을 쌓기 시작한다. 2006년에는 MTV 무비 어워드에서, 2008년에는 아카데미 과학기술상의 사회를 맡기도 하였다.

## 미디어에서의 이미지

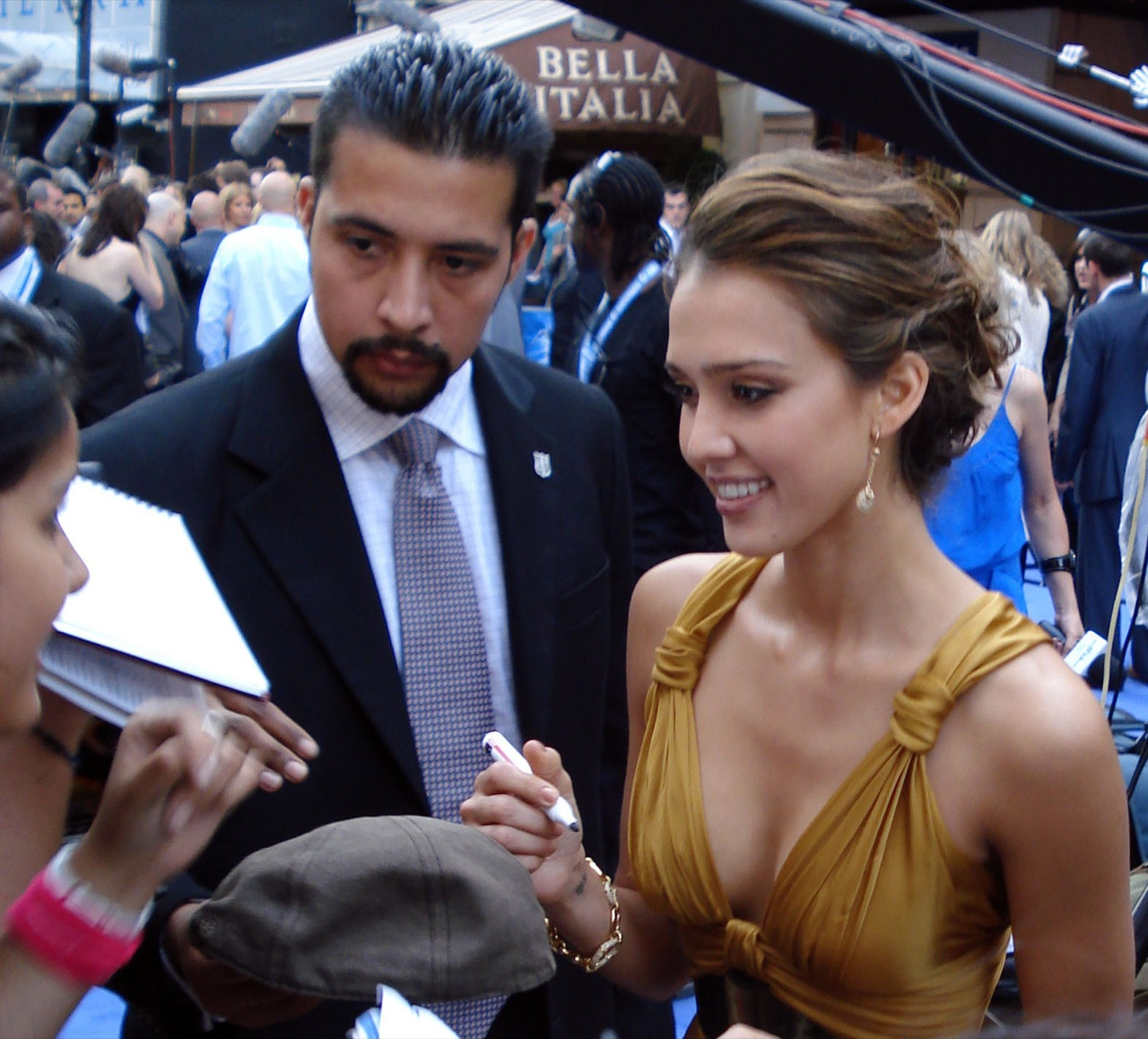
2007년 영화 《판타스틱 4》 런던 프리미어 시사회에서 제시카 알바

알바는 섹시 여배우로서 알려져 있으며, 2007년의 FHM 잡지에서는 "세계 제일 섹시한 여성" 1위로 선정되었다. 또 플레이 보이 잡지나 맥심 잡지 등 미국 내에서 간행되고 있는 많은 남성 잡지에서 "가장 섹시한 여성"의 상위를 차지하고 섹스 심볼로서 다루어지고 있다.
2006년 3월 발매된 플레이 보이 잡지에서 세미 누드(영화 《블루 스톰》의 스틸 사진)이 무단으로 게재되어, 잡지의 회수와 손해배상을 요구했다. 이후 플레이 보이의 창시자 휴 헤프너로부터 사죄의 편지를 받고 화해해, 현재 플레이 보이에서는 그녀가 지원하고 있는 두 곳의 자선 단체에 지원을 하고 있다.

## 사생활
평소 경건한 가톨릭 교도로써, 자신이 출연하는 작품 안에서의 누드신 및 베드신의 촬영을 거부하고 있다.
2001년에 알바의 20살 생일 때 이전 《어둠의 천사》에 함께 출연한 마이클 웨덜리와 약혼을 하였지만, 2003년에 파혼하였다. 헤어진 이유는 다소 많은 12살의 나이차로, 서로 잦은 의견 트러블 때문인 걸로 알려졌다. 알바는 파혼 직후 인터뷰에서 "왜 내가 약혼을 했는지 모르겠다. 나는 어렸고, 그는 나보다 12살이나 많았다. 나는 그가 더 많은 것을 안다고 생각했다. 내 부모님은 기뻐하지 않았다. 부모님은 정말 신앙이 깊다. 그들은 그들이 믿어야 할 일만이 성경에 쓰여져 있다고 믿고 있는 사람들로 나와는 완전히 다르다"고 말했다. 그 후 프로 골퍼 세르히오 가르시아, 메이저 리거 데릭 지터, 배우 마크 월버그와 교제하였지만, 오래가지 못하고 헤어졌다.
이후 2004년 영화 《판타스틱 4》에 출연할 당시 촬영 기사였던 캐시 워런과 연인 사이로 발전하게 되었고, 4년간의 교제끝에 2008년 5월 19일에 로스앤젤레스 시내에서 결혼식을 올렸다. 같은 해 6월 7일에는 두 사람의 장녀 "아너 마리 워런"(Honor Marie Warren)을 출산하였다. OK!매거진이 150만 달러를 주고 단독 사진을 게재하였다. 이후 2011년 8월 13일 둘째 딸인 "헤이븐 가너 워런"(Haven Garner Warren)를 출산하여, 두 아이의 엄마가 되었다.

## 오바마 지지·자선 활동
2008년 미국 대통령 선거에서는 버락 오바마 상원의원을 지지하였고, 2008년 2월에 윌 아이 엠의 오바마 상원의원의 캠페인 송 "We Are the Ones"의 뮤직비디오에 참여하였다. 또한 젊은이들에게 대통령 선거의 투표를 호소하는 "Declare Yourself"의 캠페인 포스터의 모델로 기용되기도 하였다.
그녀는 또한 자선 활동에도 열심히 활동하며, 알리샤 키스가 주최하는 에이즈 환자 지원 단체 "Keep A Child Alive"나 암환자 지원 단체 "Step Up Women's Network" 등 여러 단체의 활동에 참여하고 있다. 그러나 2009년 6월에 동물 애호 활동의 일환으로써 오클라호마주 오클라호마 시티 시내에 상어를 보호하자는 포스터를 도심 곳곳에 직접 붙였지만 공공물 파손 혐의가 일어나기도 하였다. 후일 알바 측은 오클라호마 시민들에게 사과하였고 기소는 취하되었다.

## 출연 작품

### 영화
| 개봉년도 | 영화 제목 원제                                                         | 역할                   | 비고                          |
| -------- | ---------------------------------------------------------------------- | ---------------------- | ----------------------------- |
| 1994     | 비밀 캠프 Camp Nowhere                                                 | 게일                   | 데뷔작                        |
| 1995     | 비너스 라이징 Venus Rising                                             | 이브 아역              | 국내 미개봉                   |
| 1999     | P.U.N.K.S.                                                             | 사만다 스보보다        | 국내 미개봉                   |
| 1999     | 25살의 키스 Never Been Kissed                                          | 커스튼 라이오시스      |                               |
| 1999     | 크레이지 핸드 Idle Hands                                               | 몰리                   |                               |
| 2000     | 파라노이드 Paranoid                                                    | 클로에                 | 국내 2006년 개봉              |
| 2002     | 슬리핑 딕셔너리 The Sleeping Dictionary                                | 셀리마                 |                               |
| 2003     | 허니 Honey                                                             | 허니 다니엘즈          |                               |
| 2005     | 씬 시티 Sin City                                                       | 낸시 칼러핸            |                               |
| 2005     | 판타스틱 4 Fantastic Four                                              | 수 스톰                |                               |
| 2005     | 블루 스톰 Into the Blue                                                | 샘                     |                               |
| 2007     | 사고친 후에 Knocked Up                                                 | 본인                   | 카메오 출연 (크레디트에 없음) |
| 2007     | 판타스틱 4: 실버 서퍼의 위협 Fantastic Four: Rise of the Silver Surfer | 수 스톰                |                               |
| 2007     | 굿 럭 척 Good Luck Chuck                                               | 캠 웩슬리              |                               |
| 2007     | 더 텐 The Ten                                                          | 리즈 안네 블레이저     |                               |
| 2007     | 어웨이크 Awake                                                         | 샘 락우드              |                               |
| 2008     | 디 아이 The Eye                                                        | 시드니 웰즈            |                               |
| 2008     | 굿바이 초콜릿 Meet Bill                                                | 루시                   | 국내 2009년 개봉              |
| 2008     | 러브 그루 The Love Guru                                                | 제인 벌라드            |                               |
| 2010     | 발렌타인데이 Valentine's Day                                           | 모리 클락슨            |                               |
| 2010     | 인비저블 사인 An Invisible Sign                                        | 모나 그레이            |                               |
| 2010     | 킬러 인사이드 미 The Killer Inside Me                                  | 조이스 레이크랜드      |                               |
| 2010     | 마셰티 Machete                                                         | 특수요원 사타나 리베라 |                               |
| 2010     | 미트 페어런츠 3 : 리틀 포커스 Little Fockers                           | 앤디 가르시아          |                               |
| 2010     | 발렌타인 데이 Valentine's Day                                          | 몰리 클라크슨          |                               |
| 2011     | 스파이 키드 4: 아마게돈 Spy Kids: All the Time in the World            | 마리사 윌슨            |                               |
| 2012     | A.C.O.D.                                                               | 미셸                   |                               |
| 2013     | 씬 시티 2 Sin City: A Dame to Kill For                                 | 낸시 칼러핸            |                               |
| 2013     | 마셰티 킬스 Machete Kills                                              | 사타나                 |                               |
| 2016     | 메카닉: 리크루트                                                       | 지나                   |                               |
| 2019     | 킬러 스쿼드                                                            | 제이드                 |                               |

### 텔레비전
| 방송년도  | 프로그램 제목 원제                                  | 역할                  | 비고 |
| --------- | --------------------------------------------------- | --------------------- | --- |
| 1994      | 알렉스 맥의 비밀 세계 The Secret World of Alex Mack | 제시카                | "School Dance" (시즌 1, 에피소드 5) "Hoop War" (시즌 1, 에피소드 2) "The Accident" (시즌 1, 에피소드 1) |
| 1995~1997 | 플리퍼 Flipper                                      | 마야 그라함           | 중복 출연                                                                                               |
| 1996      | ABC 방과후 스페셜 ABC After School Specials         | 크리스티              | "Too Soon for Jeff" (시즌 25, 에피소드 1)                                                               |
| 1996      | 시카고 메디컬 Chicago Hope                          | 플로리 헤르난데스     | "Sexual Perversity in Chicago Hope" (시즌 2, 에피소드 18)                                               |
| 1998      | 브룩클린 사우스 Brooklyn South                      | 멜리사 하우어         | "Exposing Johnson" (시즌 1, 에피소드 12)                                                                |
| 1998      | 비버리힐스의 아이들 Beverly Hills, 90210            | 리안                  | "Making Amends" (시즌 8, 에피소드 23) "The Nature of Nurture" (시즌 8, 에피소드 25)                     |
| 1998      | 사랑의 유람선 리메이크 The Love Boat: The Next Wave | 라일라                | "Remember?" (시즌 1, 에피소드 2)                                                                        |
| 2000~2002 | 다크 엔젤 Dark Angel                                | 맥스 구에바라(X5-452) | 주연 |
| 2003      | 매드TV! MADtv                                       | 제시카 심슨           | "Episode #9.5" (시즌 9, 에피소드 5)                                                                     |
| 2004      | 안투라지 Entourage                                  | 본인                  | "The Review" (시즌 1, 에피소드 2)                                                                       |
| 2005      | 트리핑 Trippin                                      | 본인                  | "Costa Rica" (시즌 1, 에피소드 6) "Honduras" (시즌 1, 에피소드 5)                                       |
| 2009      | 더 오피스 The Office                                | 본인/소피             | "Stress Relief" (시즌 5, 에피소드 13)                                                                   |

## 수상 및 후보
| 연도 | 상                            | 부분                                           | 작품                             | 결과 |
| ---- | ----------------------------- | ---------------------------------------------- | -------------------------------- | ---- |
| 2000 | 새턴 어워드                   | 최우수 여자배우상 - 텔레비전 부문              | 《다크 엔젤》                    | 수상 |
| 2000 | 틴 초이스 어워드              | 초이스 TV: 드라마/액션어드벤쳐 여자배우상      | 《다크 엔젤》                    | 수상 |
| 2001 | ALMA 어워드                   | 올해의 신인 여자배우상                         | 빈칸                             | 수상 |
| 2001 | TV 가이드 어워드              | 올해의 신인 스타상                             | 《다크 엔젤》                    | 수상 |
| 2001 | 미국 판타지 & 호러 SF 영화제  | 최우수 여자배우상 - 텔레비전 부문              | 《다크 엔젤》                    | 수상 |
| 2001 | 골든 글로브상                 | TV시리즈 드라마 부분 - 여우주연상              | 《다크 엔젤》                    | 후보 |
| 2002 | 니켈로디언 키즈 초이스 어워드 | 좋아하는 여성 액션 히어로상                    | 《다크 엔젤》                    | 후보 |
| 2003 | DVD 익스클루시브 어워드       | DVD 프리미어 영화부분 - 최우수 여자배우상      | 《슬리핑 딕셔너리》              | 수상 |
| 2005 | MTV 무비 어워드               | 최고의 섹시 연기상                             | 《씬 시티》                      | 수상 |
| 2005 | 영 헐리우드 어워드            | 내일의 슈퍼스타살                              | 빈칸                             | 수상 |
| 2006 | 니켈로디언 키즈 초이스 어워드 | 좋아하는 영화 여자배우상                       | 《판타스틱 4》                   | 후보 |
| 2007 | TV 랜드 어워드                | 리틀 스크린 / 빅 스크린 스타 (여성)            | 빈칸                             | 후보 |
| 2007 | 스파이크 가이스 초이스 어워드 | 핫티스트 제시카상                              | 빈칸                             | 수상 |
| 2007 | 블림프 어워드                 | 좋아하는 영화 스타상                           | 《판타스틱 4: 실버 서퍼의 모험》 | 수상 |
| 2008 | 피플 초이스 어워드            | 좋아하는 여성 액션 스타상                      | 빈칸                             | 후보 |
| 2008 | 피플 초이스 어워드            | 좋아하는 주연 여성상                           | 빈칸                             | 후보 |
| 2008 | 틴 초이스 어워드              | 초이스 무비: 호러/스릴러 여자배우상            | 《디 아이》                      | 수상 |
| 2008 | 니켈로디언 키즈 초이스 어워드 | 좋아하는 여성 영화배우상                       | 《판타스틱 4: 실버 서퍼의 모험》 | 수상 |
| 2010 | ALMA 어워드                   | 좋아하는 여자배우상 - 드라마/어드벤처 영화부분 | 《마셰티》                       | 수상 |
| 2011 | 골든라즈베리상                | 최악의 여우조연상                              | 《스파이 키드 4: 아마게돈》      | 수상 |
| 2012 | 니켈로디언 키즈 초이스 어워드 | 좋아하는 버트키커상                            | 《스파이 키드 4: 아마게돈》      | 후보 |
| 2012 | 제22회 환경 미디어 어워드     | 녹색 부모상                                    | 빈칸                             | 수상 |